# The Point!
| 전문가 평가                    | 전문가 평가 |
| 평가 점수                      | 평가 점수   |
| 출처                           | 점수        |
| ------------------------------ | ----------- |
| AllMusic                       | [ 1 ]       |
| The Essential Rock Discography | 7/10        |
| MusicHound                     | 3/5         |

《The Point!》는 1970년 말에 발매된 미국의 싱어송라이터 해리 닐슨의 여섯 번째 스튜디오 음반이다. 이 음반은 1971년 2월 초 ABC-TV 방송국에서 방영된 프레드 울프 감독의 애니메이션 영화 각색이 수반되었다. 그 음반의 리드 싱글인 〈Me and My Arrow〉는 빌보드 핫 100에서 34위로 정점을 찍었다.
《The Point!》는 법적으로 모든 사람과 모든 것에 일리가 있어야 하는 뾰족한 마을의 유일한 둥근 머리의 사람인 올리오라는 이름의 소년의 이야기를 다룬 우화이다. 닐슨은 《The Point!》에 대한 그의 영감을 설명했다. "저는 산성을 띠고 있었고 나무들을 바라보았고 그것들이 모두 점에 이르렀다는 것을 깨달았습니다. 그리고 작은 가지들이 점에 이르렀고, 집들이 점에 이르렀습니다. 저는 '오! 모든 것에는 일리가 있고, 만약 그렇지 않다면, 여전히 일리가 있습니다.'라고 생각했습니다."

## 배경
둥근 머리를 가진 올리오는 뾰족한 모자를 쓰고 태어나면서부터 뾰족한 상태를 그의 뾰족한 동료들로부터 "점 없는" 상태를 숨겨야만 했다. 그러나, 어느 날 사악한 백작의 아들이 자신도 모르게 올리오에게 수치스러움을 당하기 전까지, 올리오는 그의 부적합에도 불구하고 마을에 받아들여진다. 백작의 아들은 올리오에게 일대일 삼각형 토스 게임을 도전장을 내밀고, 참가자들은 그들의 머리 위에서 삼각형을 잡는다. 올리오는 그의 개 화살의 도움으로 이긴다. 분노한 백작은, 언젠가 그의 아들이 이 땅을 지배하기를 바라는 마음씨는 착하지만 소심한 왕과 맞서서, 무의미한 숲 속으로 무의미한 사람들은 추방되어야 한다는 그 땅의 법을 재확인한다. 배심원단은 마지못해 올리오와 화살 모두를 유죄로 인정하고, 왕은 그 둘을 보낼 수 밖에 없게 한다.
올리오와 화살은 무의미한 숲으로 보내지지만, 곧 무의미한 숲에도 일리가 있다는 것을 알게 된다. 그들은 "모든 방향의 한 점은 전혀 의미가 없다"고 선언하는 사방을 가리키는 "포인트가 있는 남자", 바위로 만들어진 남자, 춤추는 세 명의 뚱뚱한 자매, 그리고 쉽게 드러나지 않을지라도 올리오가 모든 사람이 일리가 있다는 것을 알 수 있도록 돕는 걷고 말하는 나무, 거대한 벌과 같은 호기심 많은 생물들을 만난다.
올리오와 화살은 무의미한 숲에서 하룻밤을 보낸 후, 손가락으로 그들의 "목적지"를 가리키며 큰 돌 손을 깨운다. 그들은 손으로 가리키는 길을 택하여 포인트의 땅으로 돌아가 그곳의 시민들과 왕으로부터 영웅의 환영을 받는다. 올리오는 자신의 이야기를 말하기 시작하지만 분노한 백작에 의해 방해를 받고, 그 백작은 그 후 왕에 의해 침묵된다.
올리오는 왕과 땅의 백성들에게 무의미한 숲과 자신을 포함한 모든 것에는 일리가 있다고 말한다. 화가 난 백작은 올리오의 뾰족한 모자를 벗기지만, 올리오의 맨 머리 위에 있는 한 점을 보고 당황한다.
이 사실이 알려지자 이 땅에 있는 다른 모든 사람들의 포인트는 사라지고 뾰족한 건물들은 둥글게 된다.

## 곡 목록
모든 곡들은 해리 닐슨에 의해 작사/작곡하였다.
| #  | 제목                                     | 재생 시간 |
| -- | ---------------------------------------- | --------- |
| 1. | 〈Everything's Got 'Em〉                 | 2:25      |
| 2. | 〈The Town (Narration)〉                 | 1:31      |
| 3. | 〈Me and My Arrow〉                      | 2:04      |
| 4. | 〈The Game (Narration)〉                 | 1:49      |
| 5. | 〈Poli High〉                            | 2:41      |
| 6. | 〈The Trial and Banishment (Narration)〉 | 2:11      |
| 7. | 〈Think About Your Troubles〉            | 2:49      |

| #   | 제목                                      | 재생 시간 |
| --- | ----------------------------------------- | --------- |
| 8.  | 〈The Pointed Man (Narration)〉           | 2:42      |
| 9.  | 〈Life Line〉                             | 2:21      |
| 10. | 〈The Birds (Narration)〉                 | 1:58      |
| 11. | 〈P.O.V. Waltz〉                          | 2:12      |
| 12. | 〈The Clearing in the Woods (Narration)〉 | 1:53      |
| 13. | 〈Are You Sleeping?〉                     | 2:17      |
| 14. | 〈Oblio's Return (Narration)〉            | 3:08      |